# Midas List
La Midas List du magazine Forbes est le classement annuel du magazine des meilleurs investisseurs en capital-risque dans les secteurs de la haute technologie et des sciences de la vie. La liste est basée sur des paramètres tels que la capitalisation boursière des premiers jours des introductions en bourse et les opinions d'un panel d'experts.
Le nom de la liste est une allusion au mythologique roi Midas, réputé pour sa capacité à transformer tout ce qu'il touche en or. Forbes s'est associée au fonds de capital-risque TrueBridge Capital Partners (en)[3] pour créer la liste de 2011 à 2016,,,.

## Critique
La liste a été critiquée par le magazine Fortune pour un certain nombre de raisons : l'inclusion de personnes impliquées dans des start-ups qui n'ont pas encore fait d'argent ; l'accent mis sur la capitalisation boursière des premiers jours plutôt que sur des mesures à long terme ; et le fait qu'elle repose en partie sur l'appréciation subjective d'un panel d'experts.